# Teatr Wiejski Węgajty
Teatr Wiejski Węgajty – miejsce przedstawień teatralnych, pracy warsztatowej, badań terenowych w podolsztyńskiej kolonii wsi Węgajty.
Teatr został założony w 1986 r. przez Erdmutę i Wacława Sobaszków, Małgorzatę Dżygadło-Niklaus i Wolfganga Niklausa, Witolda Brodę oraz Katarzynę Krupkę. Założyciele przybyli do Węgajt z różnych miast Polski i Niemiec i osiedlili się na warmińskiej wsi. Powstanie teatru poprzedziły działania Interdyscyplinarnej Placówki Twórczo-Badawczej "Pracownia" w Olsztynie (od 1977).
Teatr prezentuje tradycyjne spektakle oparte na badaniach z zakresu pieśni ludowej i teatru obrzędowego krajów Słowiańskich i Bałkanów. Sięga po elementy tradycji ludowej, które odchodzą w zapomnienie i wskrzesza dawną, ludową obrzędowość.
Prace w teatrze od połowy lat 90 prowadzone są w dwóch nurtach "Scholi" oraz "Projektu Terenowego". "Schola" pod kierunkiem Wolfganga Niklausa zajmuje się pracą nad rekonstrukcją dramatu liturgicznego. "Projekt Terenowy" pod kier. Wacława Sobaszka adaptuje formy obrzędowe dla potrzeb scenicznych. Równolegle funkcjonuje również "Kapela Teatru Węgajty". 
Ważną formą kontaktu z ludźmi wsi jest wędrówka i uczestnictwo w zachowanych jeszcze żywych obrzędach wiejskich.
W 1990 roku Węgajty odbyły wyprawę do wsi Dziadówek na Suwalszczyźnie w okresie świąt Wielkiej Nocy.
Od 1990 do 2011 r. Teatr Węgajty oraz Schola Teatru Węgajty działały w strukturach Centrum Edukacji i Inicjatyw Kulturalnych w Olsztynie.
Spektakle Teatru Węgajty prezentowane były na festiwalach teatralnych "Na Granicy" w Cieszynie (główna nagroda w 1993 r.), w Niemczech, Czechach, Rosji, na Węgrzech, w Szwajcarii i Hiszpanii.

## Spektakle
- 1988 - Historie Vincenza o prawdziwym Żydzie, Antychryście i Preoswiaszczennym Metropolicie według Stanisława Vincenza, reż. Wacław Sobaszek
- 1992 - Gospoda ku Wiecznemu Pokojowi na podstawie historii Magdaleny z "Doliny Issy" Czesława Miłosza, reż. Wacław Sobaszek
- 1996 - Opowieści kanterberyjskie według Geoffreya Chaucera, reż. Wacław Sobaszek
- 2000 - Kalevala fragmenty niepisane
- 2001  - Upiorny całun widowisko plenerowe na podstawie "Dziadów" Adama Mickiewicza
- 2004 - Synczyzna
- 2008 - Iwona poślubiona według Gombrowicza
- 2010 - Prolog komedii na podstawie fragmentów poezji Wisławy Szymborskiej i spisanych wypowiedzi Anny Wojtyniak
- 2010 - Woda 2030[6]